# F8F (航空機)
F8F ベアキャット
飛行するF8F-1 95280号機
(空母ボクサーVF-5A所属、1947年撮影)
- 用途：戦闘機
- 分類：艦上戦闘機
- 設計者：ウィリアム・トーマス・シュウェンドラー、ロバート・L・ホール
- 製造者：グラマン航空機エンジニアリング社
- 運用者

  -  アメリカ合衆国
    -  アメリカ海軍
    -  アメリカ海兵隊

  -  タイ空軍
  -  フランス空軍
- 初飛行：1943年11月
- 生産数：1,265機
- 生産開始：1944年8月21日
- 運用開始：1945年
- 退役

  - 1955年（アメリカ海軍）
  - 1960年（タイ空軍）
  - 1963年（南ベトナム空軍）[1]
- 運用状況：退役

F8F ベアキャット（Grumman F8F Bearcat ）は、アメリカ合衆国のグラマン社が開発し、第二次大戦後にアメリカ海軍で運用された艦上戦闘機。
愛称の「ベアキャット (Bearcat)」は、ビントロングの別名であり、勇敢な闘士という意味もある。小型軽量化及び徹底的に洗練された空力構造、高い防弾性能をもつ機体に大出力のエンジンを搭載し、陸軍航空隊のP-51マスタングと並び、最強のレシプロエンジン戦闘機、また最強のレシプロ艦上戦闘機と評されることもある。

## 概要
F8F ベアキャットは、小型の航空母艦から運用できる、最上の運動性と良好な低空性能を持ち、高い上昇率を必要とする迎撃任務を主任務として計画された、アメリカ海軍の艦上戦闘機である。
1942年、イギリスの飛行場に誤着陸して鹵獲されたフォッケウルフ Fw190A-3に試乗したグラマン社の主任テストパイロットであるボブ・ホールが、小型の機体と大馬力空冷エンジンの組み合わせの有効性を社に提案、ここから社内名称G-58としてそのコンセプトでの戦闘機の自主開発が始まった。
1943年11月に機体設計が完了、次世代艦上戦闘機の候補として軍に了承され、XF8F-1の制式名称が与えられた。試作機は1944年8月に初飛行し、その6ヶ月後には最初の生産機がロールアウトしている。
先代のF6Fヘルキャットよりも一回り小型（零戦よりもさらに小さい）軽量の機体であるが、反面エンジンはさらに強力なものが使用され、上昇率は3割増しとなっている。史料によると、グラマン社の主務シュウェンドラーは、新戦闘機の設計を始めるにあたって、捕獲した零戦をテストしたサッチ少佐のレポートを参考に、零戦に必ず勝てる機を作るには強力なエンジンと軽量小型化以外に方法はないとし、スワーブル社長もオヘア大尉が零戦について同様にレポートしていたことを思い出し、G-58の機体設計コンセプトでの開発が進められた。また、F6Fが大型化し、カタパルト無しでは護衛空母で使用ができなくなった反省から、小型の護衛空母でも使用可能な戦闘機を目指した結果である。F4Fまでのグラマン戦闘機は、胴体に主脚を収納する設計のため、胴体が太く設計されていたのだが、主脚を主翼に収納するF6Fも同様に胴体が太く設計されていた。主翼面積も無難で失敗の無い設計を目指した結果、過大なものと評されており、設計には無駄が多かった。本機はその反省から、徹底的に機体設計が洗練された。輸送・格納時にスペースを節減する機能については、従来機種では左右の主翼を付け根から浮かせて90度前方へ倒し、機体後半に沿うように折畳んでいたのに対し、本機では左右主翼の外側三分の一を上方へ跳ね上げるという簡易な方法となった。
翼面荷重が大きいために旋回半径では零戦には及ぶべくもないが、大パワーにより旋回率では零戦に優っていた。実戦で対峙した記録は無いが、1944年8月にサイパンの戦いで鹵獲した零戦五二型との模擬空戦にて完勝を収め、開戦以来、零戦の機動性に悩まされてきた米海軍当局者らを歓喜させたと伝えられる。速度などを含めた総合性能では零戦を遥かに凌駕していたが、既にさらなる次世代機たるジェット機が台頭してきたため、純粋な戦闘機としては陳腐化が早かった。本機は対戦闘機用としての純粋な性能を追求しすぎたため、小型化によりF6Fより燃料タンクの容量が減り航続距離が低下、戦闘爆撃機としての爆弾搭載量等、戦後に海軍艦上機に要求された“汎用性”という面ではF4U等他の機と比べて劣っていた。第二次世界大戦後に戦闘機のジェット化が進んだ結果、レシプロ機は主に戦闘爆撃機として使われることになったが、F8Fはその流れに逆行するかたちになり、F4Uコルセアが1950年代初期まで生産が続行された一方、F8Fは同時期には退役がはじまり、1960年代前期には完全に姿を消すこととなった。

## 運用

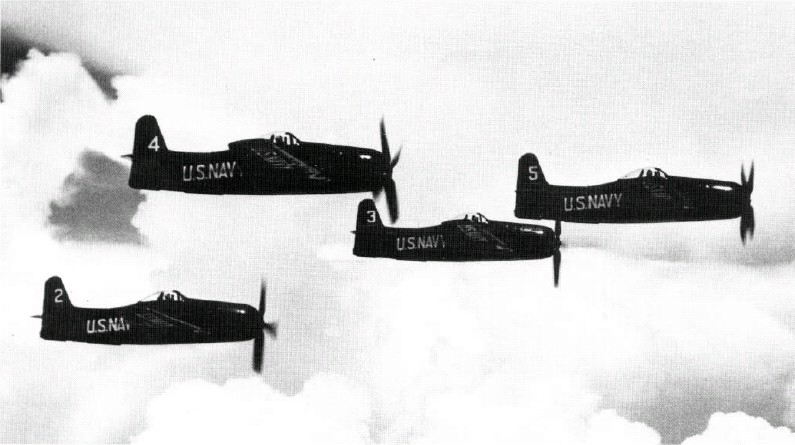
編隊飛行を行うブルーエンジェルスのF8F

F8Fは極めて短期間の開発期間を経て、急ピッチで生産が行われ、ダウンフォール作戦を睨んで実戦配備が行われたが、最初の実戦部隊であるVF-19を搭載したUSS Langleyが日本近海に移動中に終戦となったため、日本軍戦闘機との戦闘は行われることなく終わった。
海軍のアクロバットチームである「ブルーエンジェルス」のF6F-5に続く二代目の使用機となった他にはアメリカ海軍の部隊からは急速に退役が進み、1952年末には実戦部隊からは完全に退役し、アメリカ軍によって実戦で使用されることはなかった。
アメリカ軍より退役した中古の機体がフランス軍に供与され、第一次インドシナ戦争で実戦に使用されている。 また、タイ空軍にも129機が供与されている。
民間に払い下げられた機体はその大馬力エンジンに比して小型軽量な機体が注目され、アクロバットやエアレース用の機体としてP-51と並んで人気を博しており、21世紀の現在に至っても大規模な改造が施されたエアレーサー機として現役で飛んでいる機体が存在する。F8F改造のレーサーとしてはRare Bearが、850km/hのレシプロ機の速度記録を保有している。

## 派生型
F8F Bearcat
XF8F-1
原型機。社内呼称G-58。
F8F-1
最初の生産型。R-2800-22Wまたは34Wエンジン搭載。12.7mm機銃×4。
F8F-1B
F8F-1の搭載機銃を20mm機関砲×4に変更した機体。
F8F-1D
無人機指令機仕様。同じ呼称で熱帯仕様改修機も存在する。
F8F-1DB
熱帯仕様に改修されたF8F-1Bの呼称。
F8F-1N
夜間戦闘機仕様。
F8F-2
垂直尾翼延長など各部の再設計をおこなった機体。
F8F-2D
無人機指令機仕様。
F8F-2N
夜間戦闘機仕様。
F8F-2P
写真偵察機仕様。
G-58A、B
速度競技機として発注された民間登録機。愛称はガルフホーク IV。

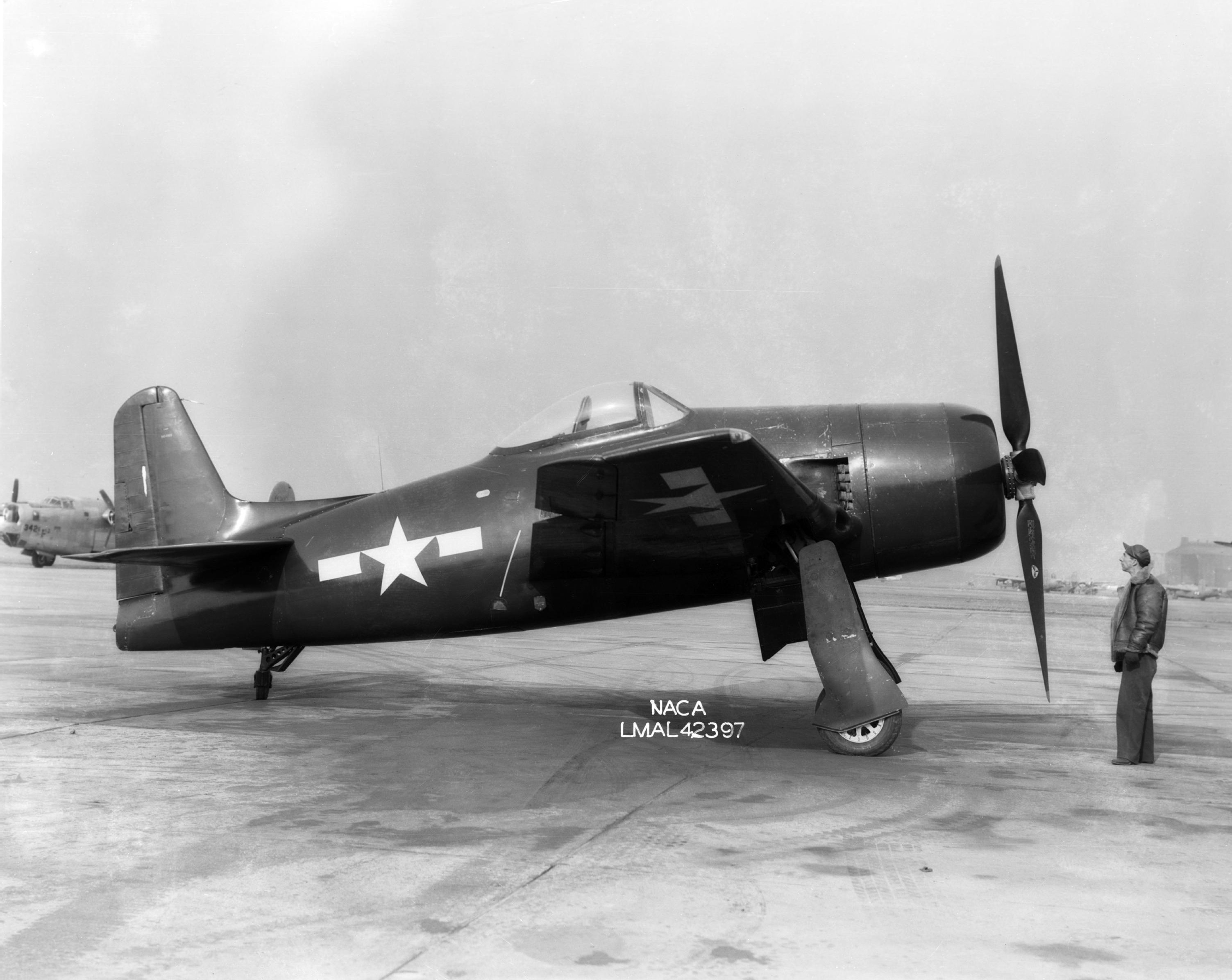
XF8F-1
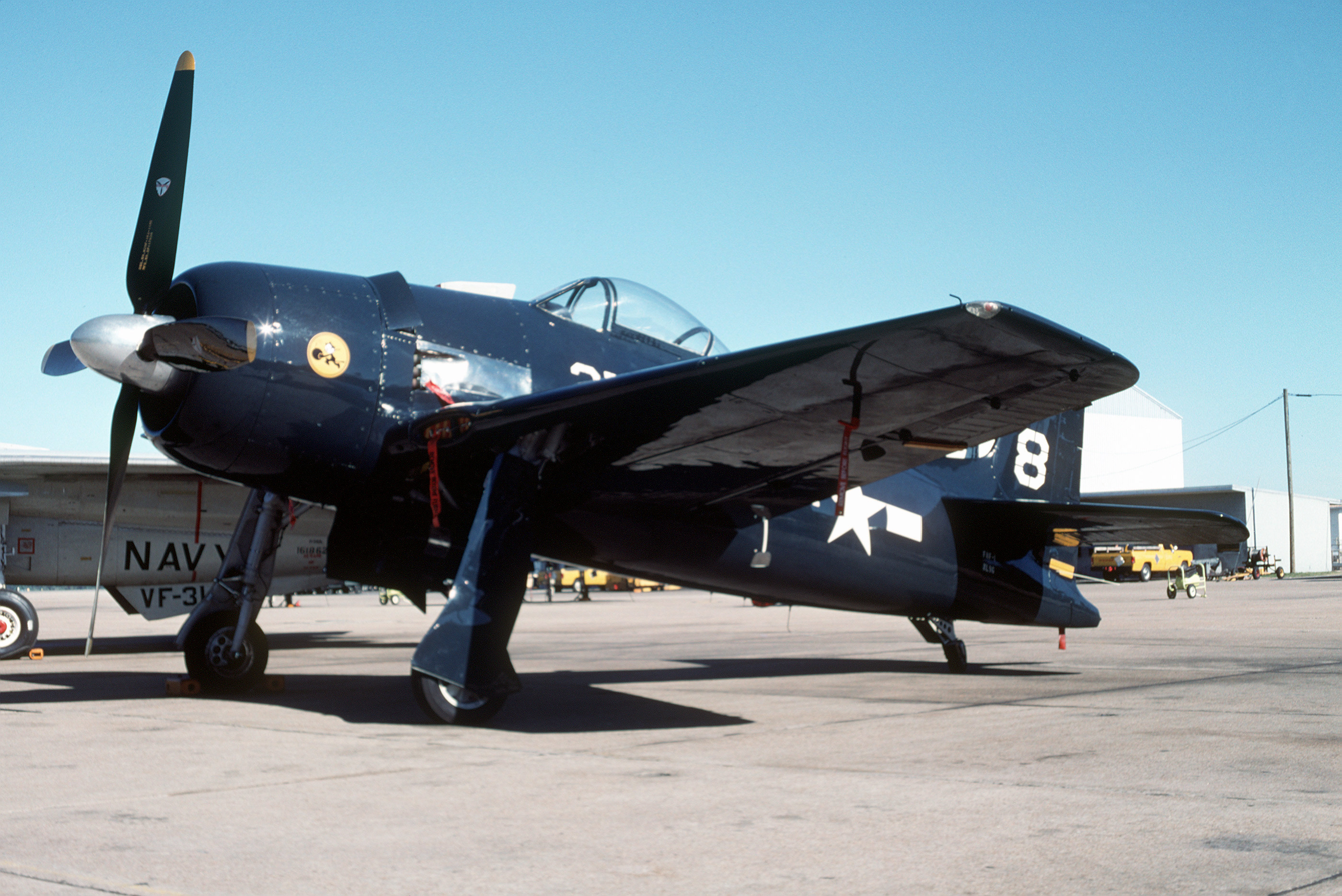
F8F-1
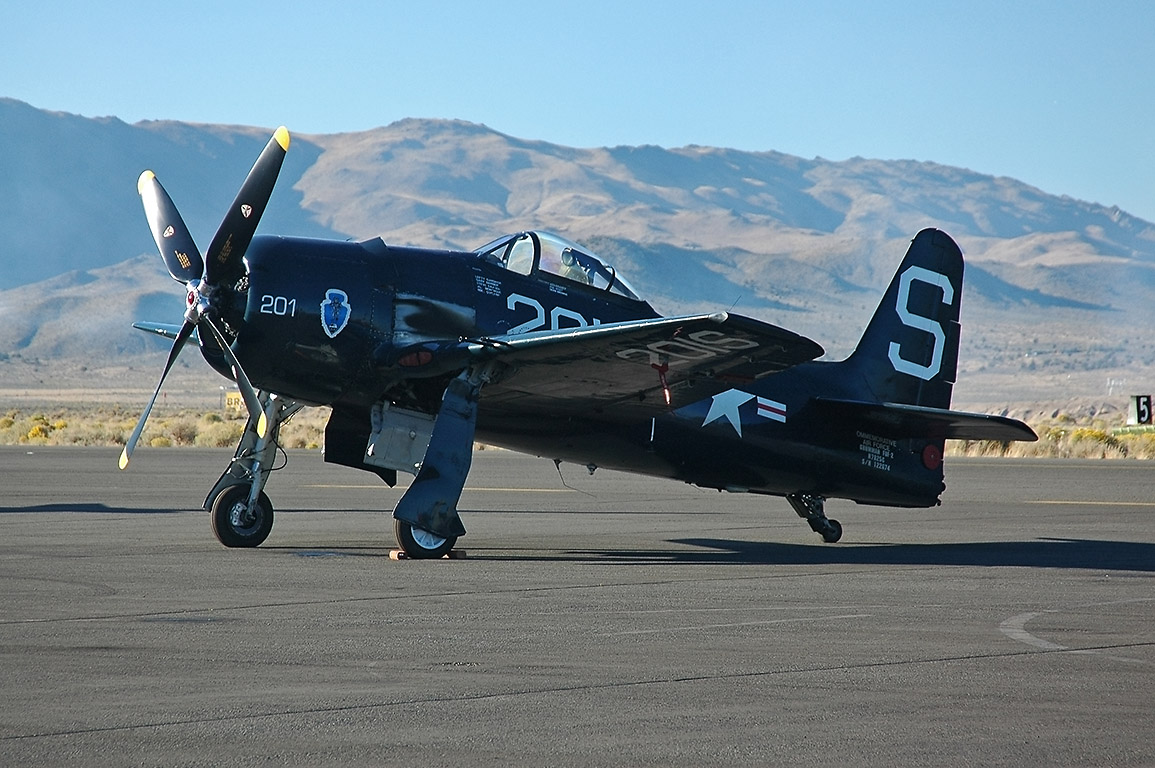
F8F-2
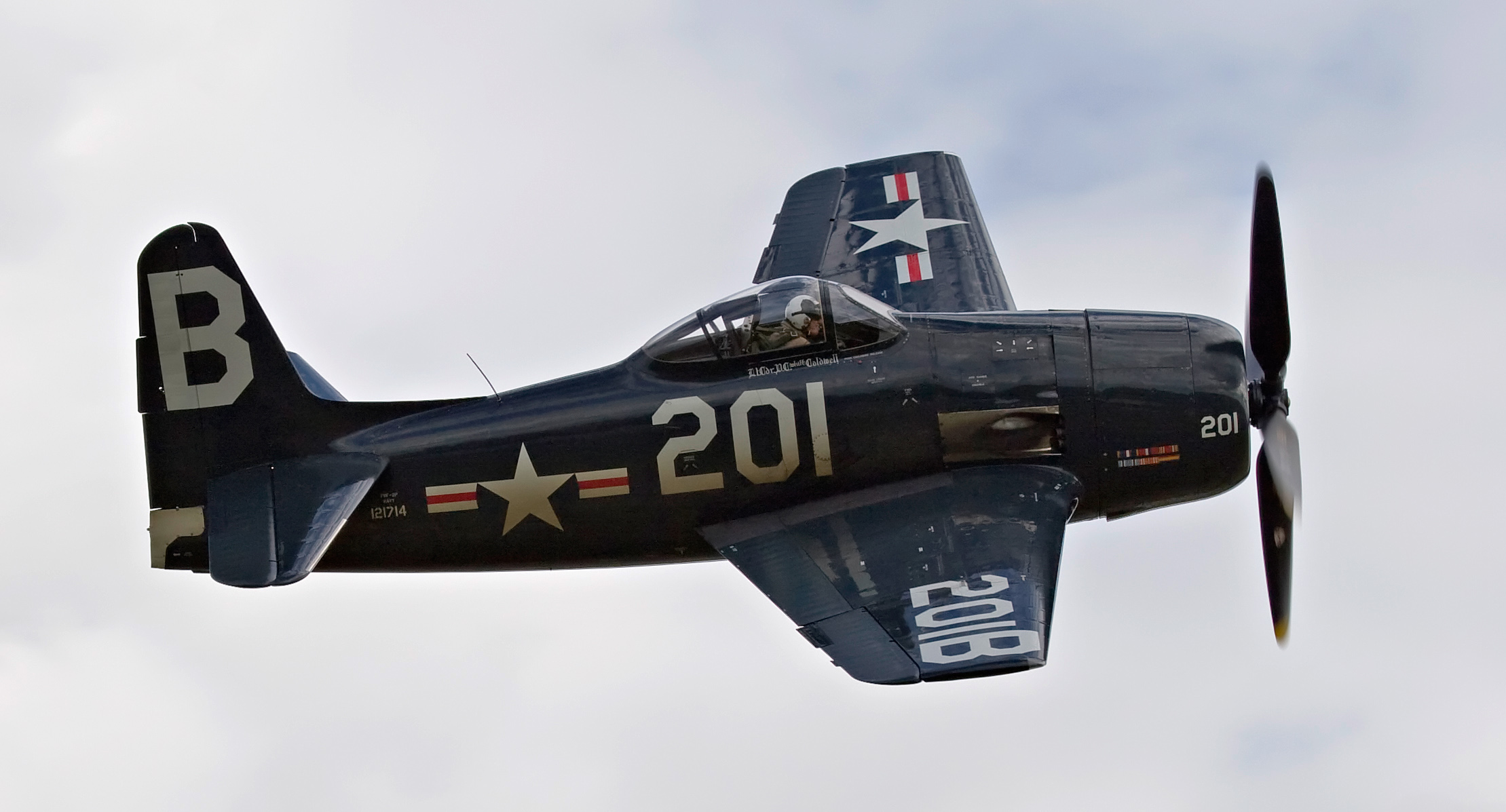
F8F-2P
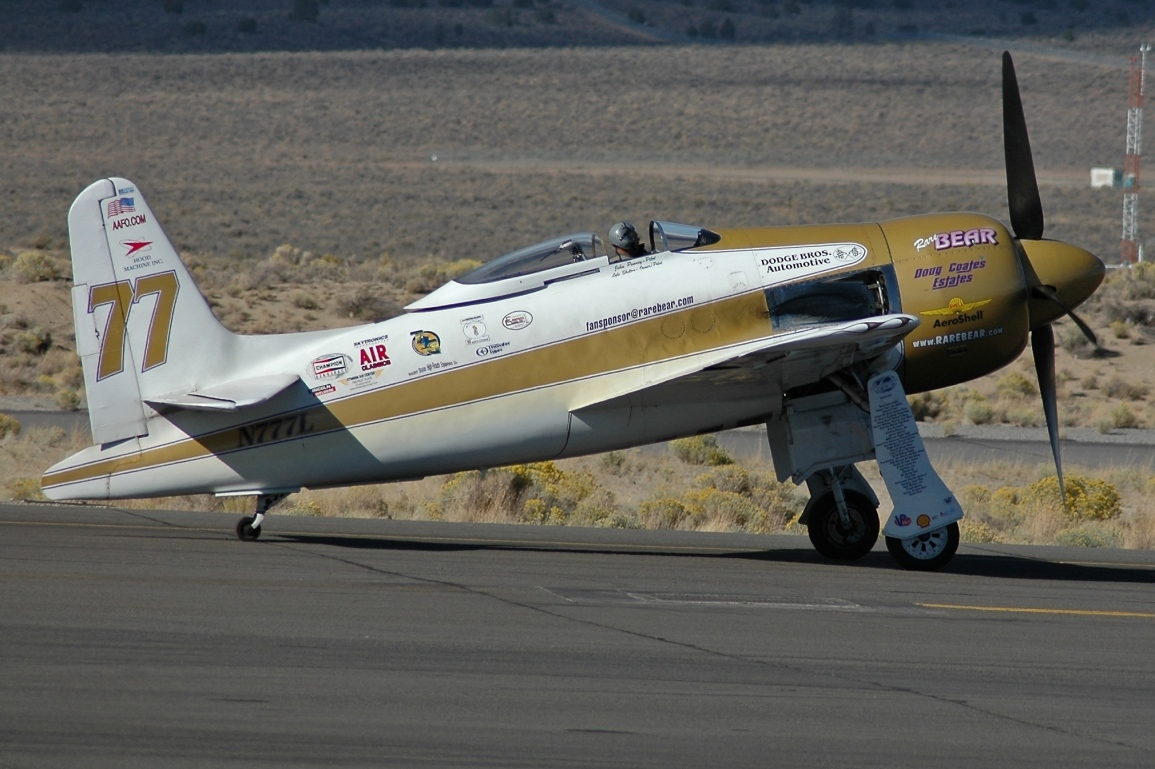
リノ・エアレース アンリミテッド部門の強豪機として知られる、F8F-2改造のレーサー機、“レァ・ベァ”

## 運用者
フランス

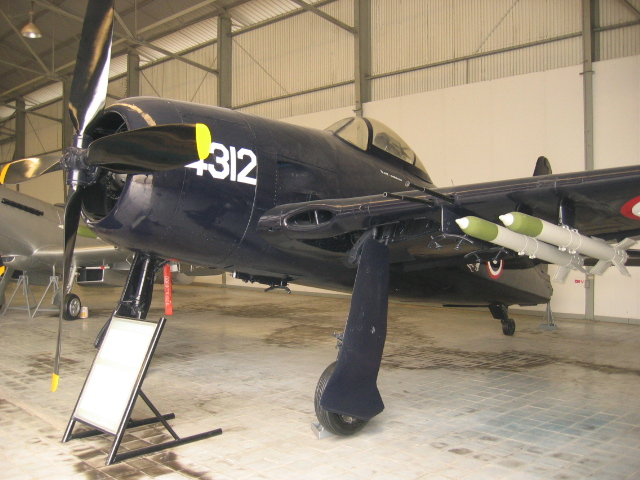
タイ空軍博物館が所蔵するF8F-1

- フランス空軍：第一次インドシナ戦争などで使用。

 タイ
- タイ空軍：1963年まで運用。

 アメリカ合衆国
- アメリカ海軍
- アメリカ海兵隊

 南ベトナム
- 南ベトナム空軍：フランスからの提供、1959年まで運用。

## 諸元

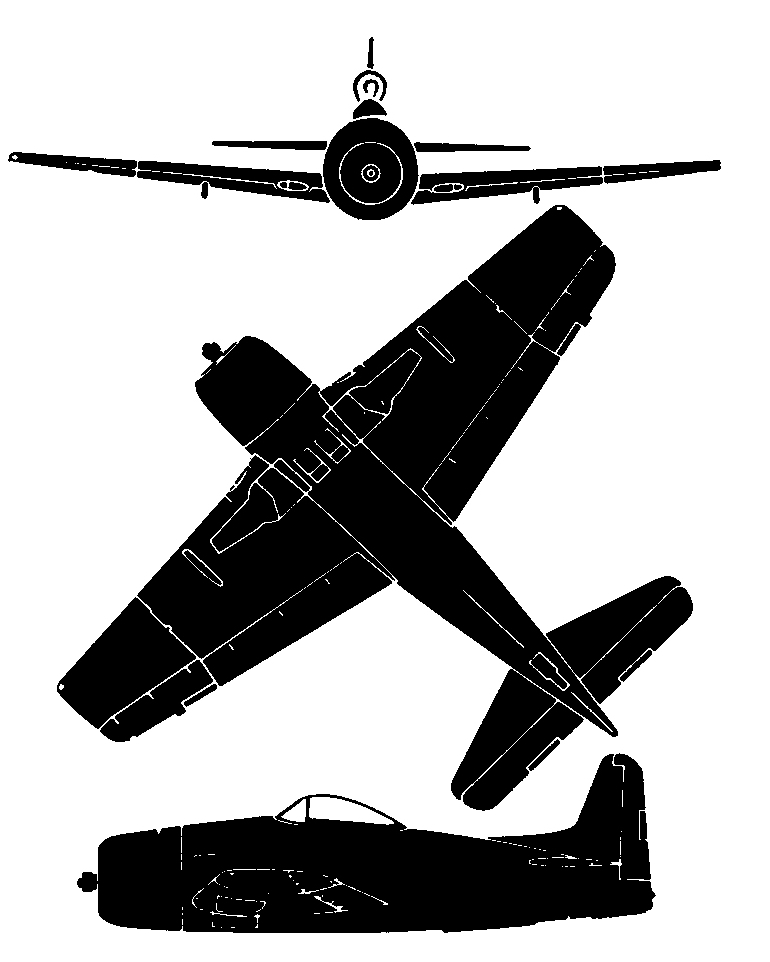
F8F-2 三面図

| 機体名       | F8F-1                                                                                              | F8F-2                                                                                              |
| ------------ | -------------------------------------------------------------------------------------------------- | -------------------------------------------------------------------------------------------------- |
| 全長         | 28ft 8in (8.43m)                                                                                   | 28ft 8in (8.43m)                                                                                   |
| 全幅         | 35ft 6in (10.82m) → 23ft 9.5in (7.25m) ※主翼折り畳み時                                             | 35ft 6in (10.82m) → 23ft 9.5in (7.25m) ※主翼折り畳み時                                             |
| 全高         | 13ft 8in (4.17m)                                                                                   | 13ft 8in (4.17m)                                                                                   |
| 翼面積       | 244ft² (22.67m²)                                                                                   | 244ft² (22.67m²)                                                                                   |
| プロペラ     | ブレード4枚 直径12ft 7in (3.84m)                                                                   | ブレード4枚 直径12ft 7in (3.84m)                                                                   |
| エンジン     | Pratt & Whitney R-2800-34W (2,100Bhp 最大：2,750Bhp) ×1                                            | Pratt & Whitney R-2800-30W (2,250Bhp 最大：2,500Bhp) ×1                                            |
| 空虚重量     | 7,323lbs (3,322kg)                                                                                 | 7,650lbs (3,470kg)                                                                                 |
| 戦闘重量     | 9,672lbs (4,387kg)                                                                                 | 10,337lbs (4,689kg)                                                                                |
| 最大離陸重量 | 12,740lbs (5,779kg)                                                                                | 13,460lbs (6,106kg)                                                                                |
| 燃料         | 185gal (700ℓ)                                                                                      | 185gal (700ℓ)                                                                                      |
| 最高速度     | 366kn/S.L. (678km/h 海面高度) 372kn/18,800ft (689km/h 高度5,730m)                                  | 336kn/S.L. (622km/h 海面高度) 388kn/28,000ft (719km/h 高度8,534m)                                  |
| 上昇能力     | 5,610ft/m S.L. (28.5m/s 海面高度) 20,000ft (6,096m) まで4分54秒                                    | 4,465ft/m S.L. (22.68m/s 海面高度) 20,000ft (6,096m) まで5分30秒                                   |
| 実用上昇限度 | 34,800ft (10,607m)                                                                                 | 38,200ft (11,643m)                                                                                 |
| 航続距離     | 1,230n.mile (2,278km) ※1×150galタンク搭載時 1,810n.mile (3,352km) ※1×150Gal + 2×100galタンク搭載時 | 1,055n.mile (1,954km) ※1×150galタンク搭載時 1,595n.mile (2,954km) ※1×150gal + 2×100galタンク搭載時 |
| 武装         | AN/M2 12.7mm機関銃×4 (弾数計1,200発)                                                               | AN-M3 20mm機関砲×4 (弾数計820発)                                                                   |
| 爆装         | HVAR、Tiny Tim、1,000lbs及び1,600lbs爆弾の組み合わせから最大3,600lbs (1,633kg)                     | HVAR、Tiny Tim、1,000lbs及び1,600lbs爆弾の組み合わせから最大3,600lbs (1,633kg)                     |

## 現存する機体
- Dで始まる番号は製造番号。
- この他にもベトナムやタイに詳細不明な現存機があるとされる。[9]

| 型名         | 番号                      | 機体写真 | 国名                      | 所有者                                                                        | 公開状況 | 状態     | 備考                                                                                   |
| ------------ | ------------------------- | -------- | ------------------------- | ----------------------------------------------------------------------------- | -------- | -------- | -------------------------------------------------------------------------------------- |
| F8F-1 F8F-1D | 90446 D.10                |          | アメリカ テキサス州       | テキサス・フライング・レジェンズ博物館 (Texas Flying Legends Museum)          | 非公開   | 修復中   | 先行量産機23機のうちの10号機。2012年に墜落したため、修復が進められている。             |
| F8F-1        | 90454 D.18                | 写真     | アメリカ アリゾナ州       | ジェンス・マイヤーホフ氏 (Jens Meyerhoff)                                     | 非公開   | 飛行可能 | 先行量産機23機のうちの18号機。                                                         |
| F8F-1        | 94956 B.Kh15-178/98 D.205 |          | タイ                      | タイ王国空軍博物館                                                            | 公開     | 静態展示 |                                                                                        |
| F8F-1        | 95255 D.527               | 写真     | アメリカ テキサス州       | ルイス・エア・レジェンズ (Lewis Air Legends)                                  | 非公開   | 保管中   |                                                                                        |
| F8F-1        | 95356 D.628               |          | アメリカ テキサス州       | イーゼル航空社 (Ezell Aviation Inc.) (テキサス・フライング・レジェンズ博物館) | 非公開   | 修復中   |                                                                                        |
| F8F-1B       | 122095 D.779              | 写真     | アメリカ インディアナ州   | クオリティ・リーシング社 (Quality Leasing Co Inc.)                            | 非公開   | 飛行可能 |                                                                                        |
| F8F-1B       | 122120 D.804              |          | タイ                      | タンゴ飛行隊 (Tango Squadron)                                                 | 公開     | 飛行可能 |                                                                                        |
| F8F-2        | 121614 D.988              | 写真     | アメリカ テキサス州       | ルイス・エア・レジェンズ                                                      | 公開     | 飛行可能 | 122614号機と紹介される場合もあるが、番号が整合できない。タイ空軍機の塗装がされている。 |
| F8F-2        | 121646 D.1020             | 写真     | アメリカ ヴァージニア州   | 国立航空宇宙博物館別館 スティーヴン・F・ウドヴァーヘイジーセンター            | 公開     | 静態展示 |                                                                                        |
| F8F-2        | 121679 D.1053             | 写真     | アメリカ カリフォルニア州 | ベアキャット・F8F-2社 (Bearcat F8F-2 LLC)                                     | 非公開   | 飛行可能 |                                                                                        |
| F8F-2 G-58A  | 121707 D.1081 →D.739A     |          | アメリカ カリフォルニア州 | プレーンズ・オブ・フェイム航空博物館                                          | 公開     | 修復中   |                                                                                        |
| F8F-2P       | 121710 D.1084             |          | アメリカ フロリダ州       | 国立海軍航空博物館                                                            | 公開     | 静態展示 |                                                                                        |
| F8F-2P       | 121714 D.1088             |          | イギリス                  | ザ・ファイター・コレクション (The Fighter Collection)                         | 公開     | 飛行可能 |                                                                                        |
| F8F-2        | 121748 D.1122             |          | アメリカ テキサス州       | コマンシェ・ウォーバーズ社 (Comanche Warbirds Inc.)                           | 公開     | 飛行可能 |                                                                                        |
| F8F-2        | 121752 D.1126             |          | アメリカ ワシントン州     | 歴史飛行財団 (Historic Flight Foundation)                                     | 公開     | 飛行可能 |                                                                                        |
| F8F-2        | 121776 D.1162             |          | アメリカ イリノイ州       | グレイター・ロックフォード空港                                                | 非公開   | 飛行可能 |                                                                                        |
| F8F-2        | 122619 D.1148             | 写真     | アメリカ テキサス州       | ルイス・エア・レジェンズ                                                      | 公開     | 飛行可能 |                                                                                        |
| F8F-2        | 122629 D.1170             |          | アメリカ テキサス州       | ルイス・エア・レジェンズ                                                      | 公開     | 飛行可能 |                                                                                        |
| F8F-2        | 122637 D.1190             | 写真     | アメリカ テキサス州       | コマンシェ・ウォーバーズ社                                                    | 非公開   | 飛行可能 |                                                                                        |
| F8F-2        | 122674 D.1227             |          | アメリカ カリフォルニア州 | 記念空軍(CAF) 南カリフォルニア支部                                            | 公開     | 飛行可能 |                                                                                        |
| G-58B        | D.1262                    |          | アメリカ カリフォルニア州 | パームスプリングス航空博物館                                                  | 公開     | 静態展示 |                                                                                        |